# Mirtha Legrand

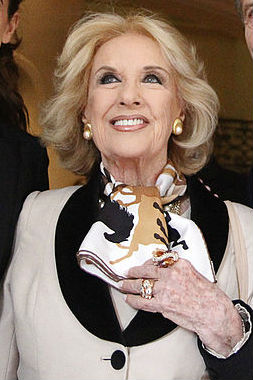
Mirtha Legrand (2013)

Mirtha Legrand (eigentlich Rosa María Juana Martínez Suárez; * 23. Februar 1927 in Villa Cañás, Provinz Santa Fe) ist eine argentinische Schauspielerin und Fernsehmoderatorin. Populär wurde sie vor allem als Moderatorin der seit 1968 gesendeten Show Almorzando con Mirtha Legrand.

## Karriere
Mirtha Legrand und ihre Zwillingsschwester Silvia Legrand wurden am 23. Februar 1927 in Villa Cañás geboren. Ihr älterer Bruder ist der Regisseur und Drehbuchautor José A. Martínez Suárez (1925–2019).
1940 erhielten sie und ihre Schwester die ersten Rollen im Film Hay que educar a Niní. Bis Mitte der 1960er Jahre trat sie in fast über 30 Filmen auf. 
Ab 1968 moderierte sie die Fernsehshow Almorzando con Mirtha Legrand, die mit kurzen Unterbrechungen seither im argentinischen Fernsehen läuft.

## Privatleben
Von 1946 bis zu seinem Tod am 24. Oktober 1994 war Legrand mit dem Regisseur und Drehbuchautor Daniel Tinayre verheiratet. Aus der Ehe gingen zwei Kinder hervor.

## Filmografie (Auswahl)
- 1940: Hay que educar a Niní
- 1941: Novios para las muchachas
- 1941: Los martes, orquídeas
- 1941: Soñar no cuesta nada
- 1942: Adolescencia
- 1942: El viaje
- 1942: Claro de luna
- 1943: El espejo
- 1943: Safo, historia de una pasión
- 1944: La pequeña señora de Pérez
- 1944: Mi novia es un fantasma
- 1944: Die keusche Susanne (La casta Susana)
- 1945: María Celeste
- 1945: La señora de Pérez se divorcia
- 1945: Cinco besos
- 1946: Un beso en la nuca
- 1947: Treinta segundos de amor
- 1947: El retrato
- 1947: Como tú lo soñaste
- 1948: In Rio ist der Teufel los (Pasaporte a Río)
- 1948: Vidalita
- 1949: La doctora quiere tangos
- 1950: La vendedora de fantasías
- 1950: Esposa último modelo
- 1951: El pendiente
- 1952: La de los ojos color del tiempo
- 1952: Doña Francisquita
- 1954: Tren internacional
- 1955: El amor nunca muere
- 1956: La pícara soñadora
- 1959: En la ardiente oscuridad
- 1960: La patota
- 1960: Sábado a la noche, cine
- 1962: Das käufliche Mädchen (Bajo un mismo rostro)
- 1963: Vierzig Nächte voll Tücke und Sex (La cigarra no es un bicho)
- 1965: Con gusto a rabia
- 2002: Son amores (Fernsehserie, zwei Episoden)
- 2012: La dueña (Fernsehserie, 32 Episoden)